# فرط التعرق البؤري
فرط التعرق البؤري، يُعرف أيضًا باسم فرط التعرق الأولي، هو مرض يتميز بالتعرق المفرط الموضعي في مناطق معينة من الجسم (خاصة الراحتين والقدمين وتحت الإبط). أظهرت الدراسات الحديثة أن هذه الحالة، التي تؤثر على ما بين 1% و3% من عامة السكان، ذات أصل وراثي.
يُشار أحيانًا إلى فرط التعرق البؤري باسم المعوق الصامت، لأن له أثرًا هامًا على نوعية الحياة، ويؤثر على الفرد اجتماعيًا ونفسيًا وعاطفيًا ومهنيًا.

## وراثيات
في عام 2006، كشف الباحثون أن فرط التعرق الراحي الأولي، في إشارة إلى التعرق الزائد في راحتي اليدين والقدمين، يرتسم في موقع الجين 14q11.2-q13 على الخريطة الجينية. بعد هذا الاكتشاف، أُجريت المزيد من الأبحاث للتحقق من توضع فرط التعرق البؤري الأولي في المكان نفسه. بالإضافة إلى ذلك، أراد الباحثون معرفة ما إذا كانت الجينات الأخرى غير المعروفة سابقًا مسؤولة عن أنماط ظاهرية مختلفة من فرط التعرق لدى الأفراد المصابين.
بناءً على الأبحاث السابقة التي أجريت على الفئران والجرذان، نظر الباحثون في دور أكوابورين 5 (أيه كيو بّي 5)، وهو بروتين قناة مائية، لدى الأفراد المصابين بفرط التعرق البؤري الأولي. وُضع الأكوابورين 5 كجين مرشح في العديد من دراسات فرط التعرق. لدى إجراء الدراسات على عائلة فيها أفراد مصابون بفرط التعرق البؤري الأولي، وجد الباحثون أنه لا توجد علاقة بين فرط التعرق البؤري الأولي والأكوابورين 5. لم يكن هناك أيضًا ارتباط كبير بين موضع الجين 14q11.2-q13، المرتبط بفرط التعرق الراحي الأولي، وفرط التعرق البؤري الأساسي في هذه العائلة. نظرًا لأن نتائج الدراسة غير حاسمة، ما يزال السؤال قائمًا حول الجينات والبروتينات التي تلعب دورًا مهمًا في فرط التعرق البؤري الأولي.
وُجد أن التعبير عن بروتين الأكوابورين 5 والرنا المرسال للأكوابورين 5 أعلى بصورة ملحوظة في مجموعة المرضى مقارنة بالمجموعة المرجعية. في عام 2011، قورن بين مجموعة مرجعية (أفراد غير مصابون بفرط التعرق البؤري الأولي) ومجموعة مرضى (أفراد مصابون بفرط التعرق البؤري الأولي)، وجد الباحثون أنه لا يوجد فرق بين عدد لفائف العرق في الغدد العرقية الإبطية. يشير هذا الأمر إلى عدم وجود اختلاف شكلي بين الأفراد السليمين وأولئك المصابين بفرط التعرق البؤري الأولي. تتطلب التناقضات بين الدراسات المذكورة أعلاه مزيدًا من الأبحاث لتأكيد دور الأكوابورين أو استبعاده، بالإضافة إلى دور البروتينات الأخرى في فرط التعرق.
إلى جانب النظر إلى الجينات والبروتينات الفردية التي تلعب دورًا في فرط التعرق البؤري الأولي، نظر الباحثون في أنماط وراثة هذه الصفة. في دراسة أجريت عام 2003 على عائلات متعددة، وجد الباحثون أن جين فرط التعرق البؤري الأولي غير مرتبط بالجنس، إذ لوحظ انتقال العدوى من ذكر إلى ذكر في عائلات متعددة. بدلًا من ذلك، دعمت الأدلة نمط توريث سائد مع نفوذية غير كاملة للمرض. أبلغ 21 مريضًا في هذه الدراسة عن وجود تاريخ عائلي إيجابي لفرط التعرق (62%). تمكن الباحثون من الكشف عن هذا الأمر عبر إنشاء شجرة نسب لجميع المشاركين في الدراسة. لم يظهر جميع أفراد شجرة النسب أشكالًا من فرط التعرق، ما سمح للباحثين بتتبع الأنماط الوراثية. أشارت نتائج هذه الدراسة إلى أن فرط التعرق البؤري الأولي هو عادة مرض وراثي.

## التشخيص
تشمل المناطق النموذجية للتعرق المفرط راحة اليد وتحت الإبط وباطن القدم وأحيانًا المغبن والوجه وفروة الرأس. في الواقع، يظهر التعرق الغزير في الغالب في الإبط، تليه القدمان والراحتان ومنطقة الوجه. تكون أنماط التعرق في فرط التعرق البؤري ثنائية الجانب أو متناظرة عادةً، ونادرًا ما تحدث في راحة يد واحدة أو بجهة واحدة تحت الإبط.
تشير الأدلة إلى وجود تاريخ عائلي إيجابي أيضًا.

## العلاج
نشرت اللجنة الاستشارية الكندية لفرط التعرق مجموعة شاملة من الإرشادات التي تحدد جوانب العلاج الرئيسية المتعلقة بهذه الحالة. يعتبر هلام فرط التعرق الموضعي الحاوي على سداسي هيدرات كلوريد الألومنيوم خط العلاج الأول لهذه الحالة. تشمل العوامل الموضعية لعلاج فرط التعرق البؤري غسول الفورمالديهايد ومضادات الكولين الموضعية. تعمل هذه العوامل على تقليل التعرق عن طريق تغيير طبيعة الكيراتين، ما يؤدي بدوره إلى سد مسام الغدد العرقية. تتمتع هذه العوامل بتأثير قصير الأمد. تزداد حساسية التلامس، خاصةً مع الفورمالين.
بالإضافة إلى مضادات التعرق الموضعية (التي تشكل أملاح الألومنيوم أو الزركونيوم مكوناتها الفعالة الرئيسية عادة)، تشمل خيارات العلاج: الإرحال الأيوني (اليدين والقدمين)، وحقن أونابوتولينومتوكسين أ (البوتوكس) (تحت الإبط واليدين والقدمين والمناطق الموضعية الأخرى)، والتفكيك الحراري للغدد العرقية تحت الإبط باستخدام الطاقة الكهرومغناطيسية أو الموجات الميكروية (ميرادراي)، وإزالة الغدد العرقية (تحت الإبط) بمساعدة الليزر، وإجراءات موضعية أخرى مثل شفط الدهون وتجريف الغدد العرقية (تحت الإبط)، وأدوية من زمرة مضادات الكولين التي تؤخذ عن طريق الفم، وجراحة قطع الودي لعلاج تعرق اليدين أو الرأس غير القابل للضبط بوسائل أخرى.